# Mahamadou Diarra
Mahamadou Diarra   (Bamako, 18 de maig de 1981) és un futbolista professional de Mali. Habitualment juga de centrecampista defensiu.

## Biografia
El seu primer equip professional fou l'OFI de Creta, que li va oferir una prova al principi de la temporada 1998/99. Tot i així, la lliga grega era poc per a ell i al final d'aquella temporada va fitxar pel Vittesse Arnhem holandès, que llavors l'entrenava Ronald Koeman.
Abans de començar la temporada 2002/03 va fitxar per l'Olympique de Lió, fitxatge que va coincidir amb l'explosió d'aquest equip, que en aquell moment començà a créixer fins a ser actualment el millor equip de França i un dels deu més forts d'Europa. Amb l'equip francès debuta en competició europea i juga per primera vegada la Lliga de Campions de la UEFA. Resta a Lió fins a l'estiu del 2006 i, durant aquestes quatre temporades guanya totes les lligues en les quals participa (4) i dues Copes de França (2003 i 2005). Des de finals del 2005 i sobretot des de la primavera del 2006 s'intensifiquen els rumors que situen el futbolista de Mali a l'òrbita del Reial Madrid.
Tots els rumors es confirmen el dia 19 d'agost, i tres dies després és presentat a l'Estadi Santiago Bernabéu davant la seva nova afició. Després d'obtenir la titularitat al conjunt blanc, a la temporada 2008-09 va patir una greu lesió que el va mantenir apartat de l'equip durant tota la temporada. Un cop recuperat, va haver de rivalitzar amb Lass Diarra, Xabi Alonso i Fernando Gago per una posició a l'equip.
El 27 de gener de 2011 es va fer oficial el seu traspàs a l'AS Monaco, després que no gaudís de minuts a l'equip madrileny, i amb l'arribada d'Emmanuel Adebayor.

## Estadístiques
Actualitzades a 28 de gener de 2011.
| Club             | Temporada     | Lliga   | Lliga | Copa    | Copa | Continental | Continental | Total   | Total |
| Club             | Temporada     | Partits | Gols  | Partits | Gols | Partits     | Gols        | Partits | Gols  |
| ---------------- | ------------- | ------- | ----- | ------- | ---- | ----------- | ----------- | ------- | ----- |
| CSK Bamako       | 1997          | ?       | ?     | ?       | ?    | -           | -           | ?       | ?     |
| CSK Bamako       | 1998          | ?       | ?     | ?       | ?    | -           | -           | ?       | ?     |
| CSK Bamako       | Total         | ?       | ?     | ?       | ?    | -           | -           | ?       | ?     |
| OFI Creta        | 1998-99       | 21      | 2     | ?       | ?    | -           | -           | 21?     | 2?    |
| OFI Creta        | Total         | 21      | 2     | 0       | 0    | -           | -           | 21?     | 2?    |
| Vitesse Arnhem   | 1999-00       | 16      | 2     | ?       | ?    | ?           | ?           | 16?     | 2?    |
| Vitesse Arnhem   | 2000-01       | 29      | 4     | ?       | ?    | ?           | ?           | 29?     | 4?    |
| Vitesse Arnhem   | 2001-02       | 24      | 3     | ?       | ?    | -           | -           | 24?     | 3?    |
| Vitesse Arnhem   | Total         | 69      | 9     | ?       | ?    | ?           | ?           | 69?     | 9?    |
| Olympique de Lió | 2002-03       | 28      | 1     | ?       | ?    | 7           | 0           | 35?     | 1?    |
| Olympique de Lió | 2003-04       | 27      | 1     | ?       | ?    | 10          | 0           | 37?     | 1?    |
| Olympique de Lió | 2004-05       | 33      | 2     | ?       | ?    | 9           | 2           | 42?     | 4?    |
| Olympique de Lió | 2005-06       | 31      | 3     | ?       | ?    | 9           | 2           | 41?     | 5?    |
| Olympique de Lió | 2006-07       | 2       | 0     | 1       | 0    | -           | -           | 3       | 0     |
| Olympique de Lió | Total         | 121     | 7     | 1?      | 0?   | 35          | 4           | 157?    | 11?   |
| Reial Madrid CF  | 2006-07       | 33      | 3     | 4       | 0    | 7           | 1           | 44      | 4     |
| Reial Madrid CF  | 2007-08       | 30      | 0     | 2       | 0    | 6           | 0           | 38      | 0     |
| Reial Madrid CF  | 2008-09       | 9       | 0     | 1       | 0    | 3           | 0           | 13      | 0     |
| Reial Madrid CF  | 2009-10       | 15      | 0     | 2       | 0    | 3           | 0           | 20      | 0     |
| Reial Madrid CF  | 2010-11       | 3       | 0     | 3       | 0    | 2           | 0           | 8       | 0     |
| Reial Madrid CF  | Total         | 90      | 3     | 12      | 0    | 22          | 1           | 123     | 4     |
| AS Monaco        | 2010-11       | 0       | 0     | 0       | 0    | -           | -           | 0       | 0     |
| AS Monaco        | Total         | 0       | 0     | 0       | 0    | -           | -           | 0       | 0     |
| Total carrera    | Total carrera | 301     | 21    | 13      | 0    | 56          | 5           | 370     | 26    |

## Palmarès
- 2 Lligues espanyoles (2007 i 2008)
- 4 Lligues franceses 2002-03, 2003-04, 2004-05 i 2005-06.
- 2 Copes de França 2003, 2005.
- 3r lloc al Campionat del Món de la FIFA sub-20 1999 amb Mali
- 1 Supercopa d'Espanya (2008)